# Pteris reptans
Pteris reptans är en kantbräkenväxtart som beskrevs av T. G. Walker. Pteris reptans ingår i släktet Pteris och familjen Pteridaceae. Inga underarter finns listade.